# Torrione di Brozzi
Il torrione di Brozzi si trova in via di Brozzi, nell'omonimo sobborgo di Firenze.

## Storia e descrizione
La torre in laterizio, dalla forma spiovente su un lato, risale al XIII secolo. Fa parte del palazzo Orsini Baroni, già Strozzi, che un tempo aveva in facciata uno stemma Medici. La struttura è oggi caratterizzata da contrafforti lungo la pubblica via, con un paramento in cui si aprono un portale e alcune finestre inginocchiate.
Oggi nel palazzo ha sede il casello di sorveglianza idraulica dell'Arno e del Bisenzio del genio civile.
È l'attuale dimora del "Cigno nero di Brozzi".